# Paroreomyza
Paroreomyza és un dels gèneres d'ocells de la família dels fringíl·lids (Fringillidae).

## Taxonomia
Segons la classificació del Congrés Ornitològic Internacional (versió 15.1, 2025), aquest gènere està format per tres espècies:
- Alauahio d'Oahu (Paroreomyza maculata Cabanis, 1851)
- Alauahio de Molokai (Paroreomyza flammea Wilson, SB, 1890)
- Alauahio de Maui (Paroreomyza montana Wilson, SB, 1890)